# Пилбим, Нова
Нова Пилбим (англ. Nova Pilbeam, 15 ноября 1919, Уимблдон, Лондон, Великобритания — 17 июля 2015, Лондон, Великобритания) — британская актриса.

## Биография
Родилась в Уимблдоне, пригороде Лондона, в семье актёра Арнольд Пилбима и его супруги Марджери Стофер Пилбим. Начинала как театральная актриса, а в 1934 году дебютировала на большом экране. В 1934 году Пилбим сыграла одну из ключевых ролей в детективе Альфреда Хичкока «Человек, который слишком много знал», а спустя три года появилась в главной роли в его фильме «Молодой и невинный». В 1939 году она пробовалась на главную роль в очередной фильм Хичкока «Ребекка», однако, её агент был обеспокоен условиями предлагаемого ей контракта, из-за чего миссис де Винтер в итоге сыграла Джоан Фонтейн. В последующее десятилетие Пилбим появилась ещё в десятке британских фильмов, а также сыграла ряд ролей на театральной сцене.
Актриса дважды была замужем. Её первый супруг, кинорежиссёр Пэн Теннисон, погиб в авиакатастрофе в 1941 году спустя два года после свадьбы. В 1950 году она вышла замуж за журналиста «BBC Radio» Александра Уайта, от которого через два года родила дочь Сару Джейн. Их брак продлился до его смерти в 1972 году. Последние годы жизни Пилбим жила на севере Лондона, где умерла 17 июля 2015 года в возрасте 95 лет.

## Фильмография
- Маленький друг (1934)[5] — Фелисити Хьюз
- Человек, который слишком много знал (1934) — Бетти Лоуренс
- Роза Тюдоров (1936) — леди Джейн Грей
- Молодой и невиновный (1937) — Эрика Бургойн
- Тюрьма без решёток (англ. Prison Without Bars, 1939) телефильм — Сюзанна, заключенная[6]
- Женщина делает бизнес (англ. Cheer Boys Cheer (1939)) — Маргарет Гринлиф
- Пастор Холл (1940) — Кристин Холл
- Три мудрые невесты (англ. Spring Meeting, (1941))[7]
- Banana Ridge (1942) — Кора Паунд
- Ближайший родственник (1942) — Беппи Лиманс
- Жёлтая канарейка (1943) — Бетти Мейтленд
- This Man is Mine (1946) — Фиби Фергюсон
- Зелёные пальцы (1947) — Александра Бакстер
- Три странные сестры (1948) — Клэр Прентисс
- Встречный вызов (1948) — Трейси Харт
- The Shining Hour (1951) телефильм — Джуди Линден[6]